# 児童ポルノ
児童ポルノ（じどうポルノ、英: child pornography,仏: Pédopornographie）とは、児童のヌードまたはセミヌード、児童に対する猥褻行為が記録された写真や動画。児童自らが記録した場合も含む。児童虐待の防止や、記録物が不特定多数に渡るなど所持・拡散による甚大な被害の防止のため、各国で規制されている。児童性虐待記録物ともいう。未成年・成人を問わず、実在人物の顔を合成したディープフェイクポルノも問題になっている。

## 定義
児童ポルノの定義について、国際連合が採択した児童の売買、児童買春及び児童ポルノに関する児童の権利に関する条約の選択議定書において、
「現実の若しくは疑似のあからさまな性的な行為を行う児童のあらゆる表現（手段のいかんを問わない）、又は主として性的な目的のための児童の身体の性的な部位のあらゆる表現」
としている。

### 被写体の年齢範囲
上記の国連議定書は、児童の権利に関する条約の選択議定書であるため、「児童」の定義は同条約第1条に従い18歳未満とされる。この選択議定書の締結国は、条約に定められた法整備を行う義務を負っている。2008年現在、締結国は、日本も含めて126カ国（全体の約65%）である。
欧州評議会の「サイバー犯罪に関する条約」などの地域レベルでのより拘束力の強い条約では「締約国は16歳を上限として17歳より低く定めることができる」とされており、また各国の歴史的・文化的な相違もあり標準化は進んでいないのが現状としてある。
| 国             | 対象年齢 | 備考 |
| -------------- | -------- | --- |
| アメリカ合衆国 | 18歳未満 | ただし連邦法と州法で児童の定義が異なる場合がある国（ニューヨーク州では17歳未満、バーモント州では16歳未満など）もある。 |
| イギリス       | 18歳未満 | |
| ドイツ         | 18歳未満 | 13歳未満（12歳以下）のポルノを「児童ポルノ」とし、18歳未満のポルノを「青少年ポルノ」と区別する）。                     |
| 日本           | 18歳未満 | 「児童ポルノ法」による規定。                                                                                           |
| ロシア         | 18歳未満 | |

### メディアの対象範囲
実際に規制の対象となる表現形式は、写真や動画であり、媒体は書籍・雑誌やビデオテープ・DVDなどを用いたものの他に、ウェブサイトで公開されているものもあり、そちらは特に児童ポルノサイトという。
| 国             | 対象メディア                                               | 備考                                  |
| -------------- | ---------------------------------------------------------- | ------------------------------------- |
| アメリカ合衆国 | 「文学的・芸術的・政治的・科学的な価値が一切ないもの」のみ | アメリカ合衆国法典1466条Aによる規定。 |
| 日本           | 例外なし                                                   |                                       |

## 需要国・供給国統計
児童ポルノの需要状況を示すデータは、イタリアの児童保護団体「テレフォノ・アルコバレーノ」（Telefono Arcobaleno）のレポートによると、2007年における小児性愛者サイトのユーザー・訪問者の割合は、アメリカ（22.82%）、イギリス（7.02%）、フランス（3.56%）、ドイツ（14.57%）、イタリア（6.14%）、カナダ（3.16%）、ロシア（8.39%）、日本（1.74%）となっている。
児童ポルノの供給状況を示すデータは、イギリスのインターネット監視財団Internet Watch Foundation（IWF）のレポートによると、2006年における児童ポルノサイトのホスティングは、アメリカ(62%)、ロシア(28%)となっている。
アーカイブにある2007 - 2014年の資料でも最多ホスト国はアメリカ合衆国から変わらず、次はヨーロッパ地域であり、アジア地域はこれまで10%以下の比率を保ち続けている。

## 法整備
国際行方不明・被搾取児童センター (ICMEC/International Centre for Missing & Exploited Children)によると、発展途上国を除いたほぼ全ての国では、何らかの法整備がされている。先進国においては、単純所持を禁じている国も多い。
| 国               | 関連法                                                                                               | 備考 |
| ---------------- | --- | --- |
| アメリカ合衆国   | ミラー基準                                                                                           | 1996年、1996年児童ポルノ防止法（CPPA）と通信品位法（CDA）が制定されたが、18歳未満（17歳以下）の子どものように見えるポルノグラフィを、創作物を含め一律に規制したオンラインコンテンツ規制条項が、アメリカ合衆国憲法修正第1条が保障する表現の自由に反するとして、アシュクロフト対表現の自由連合裁判が起こされ、2002年、連邦最高裁より違憲判決を受けた。このため、児童保護法が制定された2003年以降は、ミラー基準の枠内で、わいせつ法の条文を利用した規制が行われている。 |
| イスラム教諸国   | | ポルノ全体が違法であり児童ポルノについて特段の定義をしていない。 |
| 北朝鮮           | | ポルノ全体が違法であり児童ポルノについて特段の定義をしていない。 |
| 中国             | | ポルノ全体が違法であり児童ポルノについて特段の定義をしていない。 |
| 日本             | 児童買春、児童ポルノに係る行為等の規制及び処罰並びに児童の保護等に関する法律（通称「児童ポルノ法」） | 1999年には児童ポルノ法が成立。2005年に児童の売買、児童買春及び児童ポルノに関する児童の権利に関する条約の選択議定書に日本は批准し、その3条1(c)に従って「児童ポルノを製造し、配布し、頒布し、輸入し、輸出し若しくは販売し又はこれらの目的で保有することを犯罪化」するために児童ポルノ法、関税法を改正し。2014年6月の児童ポルノ法改正で、「衣服の全部又は一部を着けない児童の姿態であって性欲を興奮させ又は刺激するもの」を「衣服の全部又は一部を着けない児童の姿態であって、殊更に児童の性的な部位が露出され又は強調されているものであり、かつ、性欲を興奮させ又は刺激するもの」（2条3項3号）に改正して厳密化し、「学術研究、文化芸術活動、報道等に関する国民の権利及び自由を不当に侵害しないように留意し、児童に対する性的搾取及び性的虐待から児童を保護しその権利を擁護するとの本来の目的を逸脱して他の目的のためにこれを濫用するようなことがあってはならない」（3条）とした上で「自己の性的好奇心を満たす目的で、自己の意思に基づく」単純所持について規制が導入され、法施行から1年後に罰則規定が施行されることになった。 |
| ロシア共和国     | 刑法                                                                                                 | 2009年の刑法改正で単純所持が禁止された。 |
| ドイツ連邦共和国 | 刑法                                                                                                 | 2008年11月や2015年1月の改正で頒布、提供、公開及び所持が禁止された。 |

## 摘発状況

### アメリカ合衆国
イノセント・イメージス
アメリカ・オンラインを通じ、違法行為の調査を進めたFBIは、2年間の捜査活動を経て、1995年9月13日に容疑者12名を逮捕。100件以上の家宅捜索を実施。1997年4月時点で91名を逮捕し、83件の重罪の有罪判決が下された。これはFBIが1つのオンラインサービスの捜査を全国規模で実施した初の例である。
オペレーション・キャンディマン
FBIのおとり捜査官が、児童ポルノに関わる3つのEグループを特定。2001年1月から一斉摘発を開始。2002年7月時点で100名以上の逮捕を報告。同年8月には米国と西欧諸国の捜査当局が連合し、国際的な児童ポルノリングの組織を摘発。20名を逮捕。この事件における被害者は容疑者らの子供も多く、その映像は世界中に配信された。
民間による児童ポルノ対策
Google・Twitter・Facebook・Microsoft・Yahoo!が児童ポルノ画像のハッシュ値の情報を共有し、児童ポルノデータの自動削除を行う事で合意。マイクロソフトは児童ポルノ画像検出ツールPhotoDNAを無償提供を開始。
2023年2月、全米行方不明・被搾取児童センターはMetaの出資のもと、未成年の性的な画像や動画を加盟サービス上から削除、監視するためのプラットフォームTake It downをリリースした。

### イギリス
2003年、ザ・フーのギタリストであるピート・タウンゼントが児童ポルノのサイトに接続したとして性犯罪者リストに登録されたが、後日無実であることが判明し、リストから抹消された。
2004年に行われた児童ポルノの一斉摘発作戦であるオペレーション・オーによって35人以上の自殺者が出ており、その大半は妻帯者だった。
2006年、不満を抱いた従業員が上司のノートパソコンに児童ポルノ画像を忍ばせた上で警察に通報し上司を逮捕させるという事件が発生。最終的には1年後の2007年に真相が明らかになり従業員は逮捕されるものの、上司は1年間にわたり妻を初め家族、友人達に白い目で見られるという日々を過ごすことになった。

### 日本
2015年の内閣府の白書によると、「児童ポルノ事犯」（児童ポルノ画像・動画の公開等）は右肩上がりだが、「児童買春事犯」は右肩下がりが10年以上続き、2000年代初頭より件数が半減している。
警察庁の発表によれば、2019年に警察が摘発した児童ポルノ事件の被害者は過去最多の1559人で、4年連続で1000人を超えた。うち女性が86.6％（高校生617人、中学生621人、小学生240人、未就学51人など）。自画撮りの被害者が584人（対前年比43人増。高校生242人（対前年比微減）、中学生290人（対前年比51人増）、小学生41人（対前年比微減））で全体の37.5％を占め、ついで多いのが盗撮で381人（対前年比86人増）、児童売春・淫行行為に関連して被害にあったのは221人、強制性交等や強制わいせつなどは126人。2019年に摘発した事件は3059件で2年連続で3000件を超え、「製造」1664件、「提供・公然陳列」836件、「所持等」559件だった。
2022年に警察庁が全国の警察で摘発した児童ポルノ事件は、2021年より64人増えた2053人だった。そのうち44.1%は10代の905人で、高校生が542人、中学生は215人だった。「児童ポルノ製造」容疑が364人、児童ポルノ画像の「公然陳列」容疑が358人だった。2013年の284人（22.7％）と比べると比率は二倍、人数は3倍に増えていた。SNSで注目を集めるために性的な画像を投稿するが、犯罪であることを理解していない案件が目立つ。

## 課題

### 意図しない所持
メールや郵便などで他人の児童ポルノの画像や本を送りつけたり、相手の所持品の中に他人の児童ポルノの写真を（本人に知られないように）紛れ込ませた後、警察に通報するだけで特定の個人や団体を簡単に社会的に抹殺することが可能となる。児童ポルノ（特にデジタルカメラやイメージスキャナなどで作成されたデータ）は拳銃や麻薬と異なり、入手や複製が容易であり、実際に作成することも可能なので、こうした冤罪が横行する可能性が大きくなる（場合によっては、フォトレタッチの合成写真で児童ポルノを作成される可能性もありえる）。前項に記された様にイギリスでは同様の冤罪事件が現実に発生している。
加えて、一般的なウェブブラウザでは表示した画像を一定期間ハードディスクやSSDにキャッシュとして保存する仕様になっているため、児童ポルノの画像があるウェブサイトに（たとえ過失であれ）接続しただけでも、キャッシュを所持することで摘発の対象となる可能性がある。アダルトサイトでなくともポップアップ広告などでアダルト画像を使ったバナーを表示するサイトや、他のページへのリンクとして画像を縮小表示したりしているサイトも存在するため、そういったサイトに接続するだけで「児童ポルノ所持」の容疑で犯罪者になってしまうことが危惧されている。
なお、児童ポルノの単純所持などがすでに違法化されているアメリカではWindowsの「Thumbs.db」というサムネイルファイルに児童ポルノと思われる画像が表示されるだけで、たとえ元の画像ファイルがハードディスク内に存在しなくても、児童ポルノ所持の容疑で逮捕されている。このサムネイルファイルは、迷惑メールなどの添付ファイルや、ウェブページを見た際のキャッシュなどにたまたま含まれていた児童ポルノ画像を見ただけでも自動的に生成されてしまうため、アメリカでは大多数のパソコンユーザーが、児童ポルノ所持の容疑で摘発される危険性がある。
弁護士で社民党の福島瑞穂は、「『単純所持』が処罰をされるということは、単純所持が犯罪になるということであり、つまり、捜索が可能となるのである」として、捜査権の拡大を懸念している。

### おとり捜査
アメリカでは、FBIが児童ポルノサイトへのリンクを装った「だましリンク」をネット上の電子掲示板などに貼り付け、そのリンクを一度でもクリックした人物をアクセス元（IPアドレス・リモートホスト）で割り出し、児童ポルノ処罰法違反容疑で逮捕する、おとり捜査も行われている。

### プライバシー権
アメリカでは、通関に際し、携帯電話やパソコンなどの情報機器が検査の対象となっており、内部に記録されたデータの全てを開示しなくてはならない。これには、プライバシーの重大な侵害との批判の声が上がっているが、あくまでも児童ポルノの捜査を目的としたものであるとして、現状では、合憲との判断が下っている。

### 事実誤認
2009年8月にはベネズエラで成人映画を購入したアメリカ人男性が、帰国途中のプエルトリコにおいて、成人映画の出演者が若く見えたため児童ポルノと勘違いされ、逮捕される事態も起こっている。その後、入国管理局の職員や小児科医が映像を見て「出演者の女性が18歳未満であるのは間違いない」と証言したため、男性は裁判までの2ヶ月間、刑務所に入れられた。2010年4月、出演者であるLupe Fuentesは男性の弁護士からこの旨を知らされて自らプエルトリコに赴き、公的な書類を裁判所に提出し、法廷で「撮影時の年齢は19歳であった」ことを証言したため、男性は無罪となり釈放された。この例のように、詳しい調査を行わずに、画像・映像の見た目の年齢だけで「児童ポルノではないもの」を「児童ポルノ」と誤認することによる冤罪を生む危険性もある。

### 児童側意識・児童作成児童ポルノ
児童ポルノには、児童が自ら記録した猥褻な動画や画像も含まれる。いわゆる自撮りを行う動機としては、小遣い稼ぎや承認欲求などが指摘されている。「誰かに構ってほしかった」と言った孤独感が理由であるケースも存在するが、「アプリのスタンプをくれると言われた」と言った理由で画像を送信するケースも存在する。2015年上期の児童ポルノ被害者の41％が自画撮り画像によるもので、買春や盗撮による児童ポルノ被害件数を上回っている。2015年通年でも記録上最多の905人が被害を受けそのうちの4割が自撮りが原因であった。

### 非実在に対する法規制への懸念や批判
弁護士で民主党所属の衆議院議員の枝野幸男は、2008年7月のオープンミーティングで、法と倫理の区別をはかる立場から、不快感情を根拠とした規制が、ポルノグラフィ全般の規制に及ぼされることに危惧を表明している。
また、東京大学名誉教授で、法学者の奥平康弘は、「成人向けコミック」規制の是非をめぐる裁判で、一般に成立している慣習倫理を根拠とした規制論を退けており、表現の自由の本質が少数者の利益を確保することにあるからには、「一般の人々が「いいんじゃないの、これは」ということがしきたりとして成り立っていて、議論をしないで「そういうもんだろう」と思っていること」（すなわち世論）を基準とすることはできないと論じている。なお青少年の健全育成をかかげた規制論については、発展過程にある子どもを基準として、「大人の読むことのできる領域を子供の読む領域まで下げてしまう」ことは、「あらゆる表現領域で表現の自由を保障する意味を完全に失わせることになる」と論じている。
駐日米国大使館政治部のスコット・ハンセンが、「子どもに性的関心を抱きがちな人間が見れば、子どもに対する性的虐待を描いた漫画やアニメ」さえも、「子どもに対する性的空想を促し、こうした行為を正当化する手立て」になりえるとして、「彼らが子どもを性的に虐待して自分の空想を実行に移す危険」が高まると主張している。また、シーファー駐日アメリカ合衆国大使が、同様のロジックで、日本政府に対し創作物の規制を要望している。
ただ、ハンセンらが主張しているような、創作物が、実在する児童に対する性的な人権侵害を助長・誘発する不安を高める、というロジックに基づいた（児童ポルノ法による創作物に対する）規制は、本国のアメリカでは、連邦最高裁の下した違憲判決によって、バーチャルな作品と児童に対する性的搾取との客観的な因果関係が明白ではないとして退けられている。
また、単なる間接的な波及効果（助長・誘発）に基づいた規制論に対しては、「テレビドラマや映画で暴力・殺人の描写があるものは、観る者に暴力・殺人欲求を喚起させないとは言い切れないので規制すべきだ」という主張と同類であるとの反論がなされており、たとえば枝野幸男衆議院議員などが同様の認識を明らかにしている。
しかし、規制派の中には、「漫画やアニメやゲームの子どもポルノを擁護する人々は、主観的にはどうあれ、その行為によって、事実上、子どもに対する性的虐待とレイプと人身売買を擁護」しているとして、アメリカ最高裁の違憲判決を批判する主張も見られる。ちなみにラディカル・フェミニズムの古典であるロビン・モーガンの「理論と実践：ポルノグラフィとレイプ」では、「ポルノグラフィは理論であり、レイプは実践である」とされ、ポルノグラフィは「性差別主義的プロパガンダ」であるとの認識が示されている。
伝統的には表現規制反対の立場だったはずの日本共産党による2021年に公表した非実在でも「現実・生身の子どもを誰も害していないとしても、子どもを性欲や暴力の対象、はけ口としても良いのだとする誤った社会的観念を広め、子どもの尊厳を傷つける」と規制すべきとした見解が懸念を呼んだ。
なお、漫画、アニメ、ゲームといったフィクションが、古くは小説、映画、テレビ、音楽、野球などスポーツに至るまで、「犯罪を誘発する有害なものである」という主張は、マスコミ、一部の学者、大学教授などが昔から主張しており（代表的なものとして森昭雄のゲーム脳が挙げられる）、「バーチャルな子どもポルノは、リアルな子どもポルノに対する需要を作り出し、さらには実際の生身の児童に対する性的虐待への欲求を喚起」するとの主張も見受けられる。

### その他
保育所や幼稚園などの公式ウェブサイトやブログなどに、園児の水遊びや内科検診など、園児が裸になるシーンが含まれる写真が掲載されることがあり、これらが児童ポルノサイトなどに転載されたり、人工知能（AI）の学習データに取り込まれるなどする事例が相次いでいる。こども家庭庁と文部科学省などは2024年5月に、全国の保育所や幼稚園などに対し、園児の裸の写っている写真を掲載しないよう通知している。